# Sugár Gyula (színművész)
Sugár Gyula, Stärk (Budapest, 1890. november 22. – ?, 1944. november) színész.

## Életútja
Stärk Salamon cecei (Fejér megye) születésű szabómester és Lichter Róza fiaként született. 1908-ban végezte el Rákosi Szidi színésziskoláját. Játszott a Jardin de Paris-ban, azután a Budapesti Színház szerződtette. Működött a Tivoliban, ahol a János vitéz filmszkeccs címszerepét 7 hónap alatt 470-szer játszotta. Szerződésben volt a Felvidéken Szabó Ferencnél és Kövessy Albertnél, majd Erdélyben járt, azután Almássy Endre, Faragó Ödön, Somogyi Kálmán stb. volt az igazgatója. 1911–12-ben Ungvárott, 1912–13-ban Szabó Ferencnél, 1914–15-ben Sopronban, 1915–16-ban Szabadkán és Makón, 1916 és 1926 között Szegeden, 1927–29-ben Pécsett szerepelt. 1930-ban a Pécsi Nemzeti Színház főrendezője. 1936–37-ben Tóváry Pál együttesében volt színész és rendező. 1939-ig kisebb társulatok tagja volt vidéken. 1917. május 8-án Szegeden feleségül vette Cserbák Margitot. Két öccse is színész volt: Sugár Leó és Sugár Mihály. Fia Sugár (Stärk) László (1918–1992) színművész.

## Fontosabb szerepei
- Hejehuja báró (Leo Ascher)
- Achmed bej (Leo Fall: Sztambul rózsája)
- Radjami maharadzsa (Kálmán Imre: Bajadér)